# ネモ33

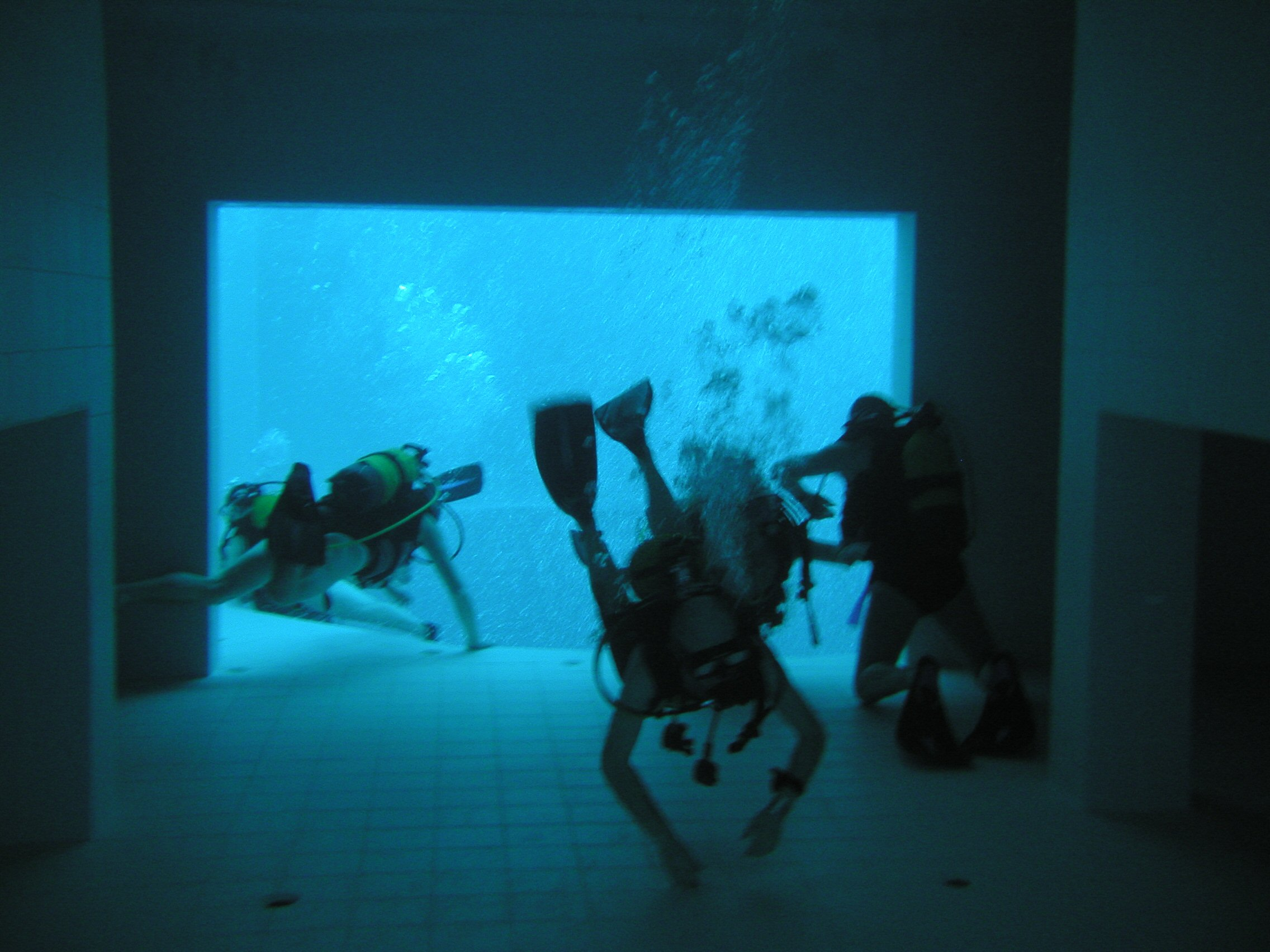
ネモ33にある水中家屋。背景には水深34.5メートルの穴が見える。

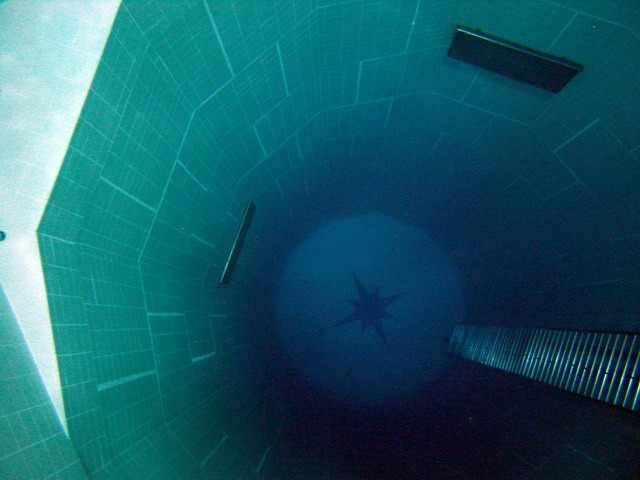
ネモ33の深い穴を見下ろした様子。

ネモ33 (Nemo 33) はベルギーのブリュッセルにある塩素消毒されていない屋内の淡水施設である。2004年5月1日に開かれてから2014年6月5日にイタリアのヴェネト州パドヴァ県モンテグロット・テルメにあるホテル・テルメ・ミレピニでY-40「ザ・ディープ・ジョイ」が完成するまでの間、世界一深い屋内プールとしてギネス世界記録に登録されていた。
このプールの最大の深さは34.5メートルで、塩素消毒せずにフィルターで高度に浄化した250万リットルの泉水を含んでいる。水温は太陽熱蓄熱器を用いて摂氏30度に維持されており、水深10メートルの場所では数個の水中洞窟が再現されている。プールの水温が暖かいので、スクーバダイバーらはドライスーツを着用せずに長時間の潜水が可能である。この構造は2004年にベルギーの潜水士ジョン・ベールナーが潜水の指導、レクリエーション、映画撮影が行える多目的施設として設計した。『ポピュラーメカニクス』はネモ33を世界で最も奇妙な18のプールの一つに挙げている。

## 安全性
この施設では観光客、アマチュアまたはプロの潜水士が認められている。ネモ33は潜水を行う者に対し、12歳以上かつ健康状態が良好であることを要求している。潜水を行う者は全て認定を受けているか、訓練士の指導を受けていなければならない。潜水を行う者は全てバディシスタムを用いた潜水士としての認定を受けている必要がある。

## 設備
施設にはレストラン、書店、水着販売店、土産店、その他の水中活動のための部屋がある。水中には多くの窓があり、外の訪問者や観客が様々な深さからプールの中を見られる。ブリュッセル市内のツアーも承っている。
ネモ33は現在でも世界一深いプールの一つであるが、イタリアのY-40「ザ・ディープ・ジョイ」、ポーランドのディープスポット、それにアラブ首長国連邦のディープダイブ・ドバイはこれより深い。